# Royal Rumble (1993)
Royal Rumble (1993) – 6. edycja gali wrestlingu Royal Rumble, produkowanej przez World Wrestling Federation (WWF), która odbyła się w dniu 24 stycznia 1993 w hali ARCO Arena w Sacramento w stanie Kalifornia. Gala oferowała sześć walk, w tym jedną będącą dark matchem. Głównym wydarzeniem gali był Battle Royal Royal Rumble match, w którym udział wzięło 30 wrestlerów. Zwycięzcą Royal Rumble matchu został Yokozuna, który otrzymał szansę na walkę o mistrzostwo WWF Championship na gali WrestleMania IX. 
W pozostałych ważnych starciach podczas gali Bret Hart pokonał Razor Ramona broniąc mistrzostwa WWF Championship, podobnie jak Shawn Michaels, który pokonał swojego byłego tag team partnera - Marty’ego Jannetty broniąc tytułu WWF Intercontinental Championship.

## Rezultaty
| Nr                                                                                    | Wyniki | Stypulacje                                                                                    | Czas    |
| ------------------------------------------------------------------------------------- | --- | --------------------------------------------------------------------------------------------- | ------- |
| 1D                                                                                    | Doink the Clown pokonał Jima Powersa                                                                             | Singles match                                                                                 | 5:57    |
| 2                                                                                     | The Steiner Brothers (Rick Steiner i Scott Steiner) pokonali The Beverly Brothers (Beau Beverly i Blake Beverly) | Tag team match                                                                                | 10:34   |
| 3                                                                                     | Shawn Michaels (c) pokonał Marty’ego Jannetty                                                                    | Singles match o WWF Intercontinental Championship                                             | 14:20   |
| 4                                                                                     | Bam Bam Bigelow pokonał Big Boss Mana                                                                            | Singles match                                                                                 | 10:10   |
| 5                                                                                     | Bret Hart (c) pokonał Razor Ramona                                                                               | Singles match o WWF Championship                                                              | 17:52   |
| 6                                                                                     | Yokozuna wygrał Royal Rumble match eliminując jako ostatniego Randy’ego Savage’a                                 | 30-osobowy Royal Rumble match na walkę o mistrzostwo WWF Championship na gali WrestleMania IX | 1:06:35 |
| (c) – mistrz/mistrzyni przed walkąD – walka była dark matchem (nietransmitowana w TV) | |                                                                                               |         |

### Royal Rumble match
Nowy zawodnik wchodził co 2 minuty do ringu. 
| Nr wejściowy | Wrestler          | Wyeliminowany jako | Wyeliminowany przez                          | Czas w ringu | Liczba wyeliminowanych zawodników |
| ------------ | ----------------- | ------------------ | -------------------------------------------- | ------------ | --------------------------------- |
| 1            | Ric Flair         | 4                  | Mr. Perfect                                  | 18:38        | 1                                 |
| 2            | Bob Backlund      | 28                 | Yokozuna                                     | 1:01:10      | 2                                 |
| 3            | Papa Shango       | 1                  | Ric Flair                                    | 00:28        | 0                                 |
| 4            | Ted DiBiase Sr.   | 13                 | The Undertaker                               | 24:55        | 4                                 |
| 5            | Brian Knobbs      | 2                  | Ted DiBiase Sr.                              | 02:58        | 0                                 |
| 6            | Virgil            | 7                  | The Berzerker                                | 17:08        | 0                                 |
| 7            | Jerry Lawler      | 6                  | Mr. Perfect                                  | 14:35        | 2                                 |
| 8            | Max Moon          | 3                  | Jerry Lawler                                 | 01:56        | 0                                 |
| 9            | Genichiro Tenryu  | 10                 | The Undertaker                               | 13:17        | 0                                 |
| 10           | Mr. Perfect       | 8                  | Jerry Lawler, Koko B. Ware i Ted DiBiase Sr. | 09:15        | 3                                 |
| 11           | Skinner           | 5                  | Mr. Perfect                                  | 03:05        | 0                                 |
| 12           | Koko B. Ware      | 12                 | Ted DiBiase Sr.                              | 08:31        | 1                                 |
| 13           | Samu              | 9                  | The Undertaker                               | 04:49        | 0                                 |
| 14           | The Berzerker     | 14                 | The Undertaker                               | 05:21        | 1                                 |
| 15           | The Undertaker    | 15                 | Giant González                               | 04:14        | 4                                 |
| 16           | Terry Taylor      | 11                 | Ted DiBiase Sr.                              | 00:24        | 0                                 |
| 17           | Damien Demento    | 17                 | Carlos Colón                                 | 12:27        | 0                                 |
| 18           | Irwin R. Schyster | 19                 | Earthquake                                   | 16:00        | 0                                 |
| 19           | Tatanka           | 20                 | Yokozuna                                     | 17:34        | 0                                 |
| 20           | Jerry Sags        | 24                 | Owen Hart                                    | 21:50        | 0                                 |
| 21           | Typhoon           | 16                 | Earthquake                                   | 05:12        | 0                                 |
| 22           | Fatu              | 18                 | Bob Backlund                                 | 06:32        | 0                                 |
| 23           | Earthquake        | 22                 | Yokozuna                                     | 11:00        | 2                                 |
| 24           | Carlos Colón      | 21                 | Yokozuna                                     | 07:25        | 1                                 |
| 25           | Tito Santana      | 23                 | Yokozuna                                     | 11:01        | 0                                 |
| 26           | Rick Martel       | 27                 | Bob Backlund                                 | 11:23        | 0                                 |
| 27           | Yokozuna          | -                  | Zwycięzca                                    | 14:53        | 7                                 |
| 28           | Owen Hart         | 25                 | Yokozuna                                     | 05:39        | 1                                 |
| 29           | Repo Man          | 26                 | Randy Savage                                 | 03:33        | 0                                 |
| 30           | Randy Savage      | 29                 | Yokozuna                                     | 09:01        | 1                                 |

#### Statystyki Royal Rumble matchu
- Najwięcej wyeliminowanych zawodników: Yokozuna – 7.
- Najdłużej przebywający zawodnik w ringu: Bob Backlund – 1 godzina, 1 minuta i 10 sekund - Backlund pobił też rekord Rica Flaira z 1992, który wynosił 1 godz. i 2 sekundy.
- Najkrócej przebywający zawodnik w ringu: Papa Shango – 28 sekund.
- Tito Santana był jedynym wrestlerem WWF, który walczył we wszystkich Royal Rumble match’ach w latach 1988–1993.
- Giant González wyeliminował The Undertakera z ringu nie będąc uczestnikiem walki w Royal Rumble matchu - był to też jego debiut w WWF.